# Brandspuithuisje

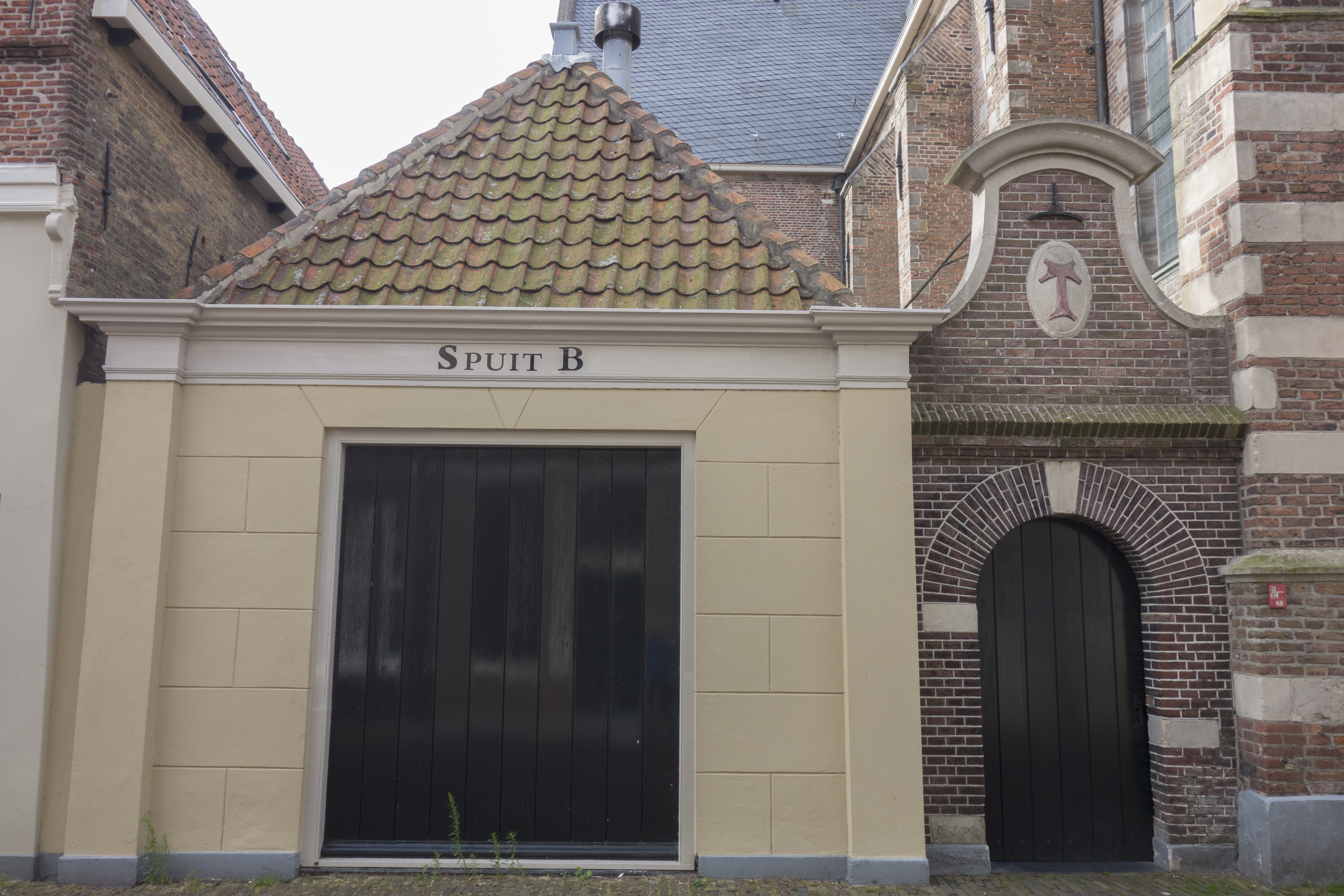
Brandspuithuisje naast de toegangspoort van de Oosterkerk in Hoorn

Brandspuithuisjes zijn (kleine) gebouwen waar over het algemeen een brandweervoertuig en wat materiaal zoals helmen, slangen en beschermende kleding stonden opgeslagen. Voor het vormen van de brandweerkorpsen werden branden bedwongen door kleinere groepen die per wijk verdeeld waren. Elk wijkkorps had een eigen brandspuit met brandmeesters en één opperbrandmeester die in de eigen wijk ingezet werden. Brandspuithuisjes zijn daarmee de voorlopers van de brandweerkazernes die gemotoriseerde voertuigen bevatten en grotere korpsen kunnen huisvesten. Werkgebieden van kazernes beslaan ook delen van steden en soms zelfs van gemeenten, daar waar brandspuithuisjes (delen van) wijken besloegen.
De eerste brandspuithuisjes werden in de 17e eeuw gebouwd, nadat Pauwels Auleander de brandspuit en Jan van der Heyden de waterpomp hadden uitgevonden. De huisjes verloren hun functie gedurende het begin van de 20e eeuw, met de opkomt van de gemotoriseerde brandweerwagens en vooral door de brandweerkazernes.

## Bemanning
De bemanning van een brandspuithuisje bestond uit enkele brandweermannen, brandmeesters genoemd, en een opperbrandmeester. Het materieel bestond uit een brandspuit (meestal een handpomp op wielen) en een of meer slangenwagens. Soms had een brandspuithuisje plek voor een stoombrandspuit.
In Leiden bestond een van de bemanningen uit jongens van het weeshuis. Dat weeshuis had een eigen brandspuithuisje en kreeg voor de inzet van de wezen een bijdrage van de stad Leiden, mits deze ploeg als eerste begon met de brand te bestrijden. Net als in de rest van Nederland was het zo dat Leiden de stad had opgedeeld in wijken met een wijk per team, waarbij het weeshuisteam als enige door heel de stad ingezet mocht worden.

## Voorbeelden
Hieronder een selectie van Nederlandse brandspuithuisjes.

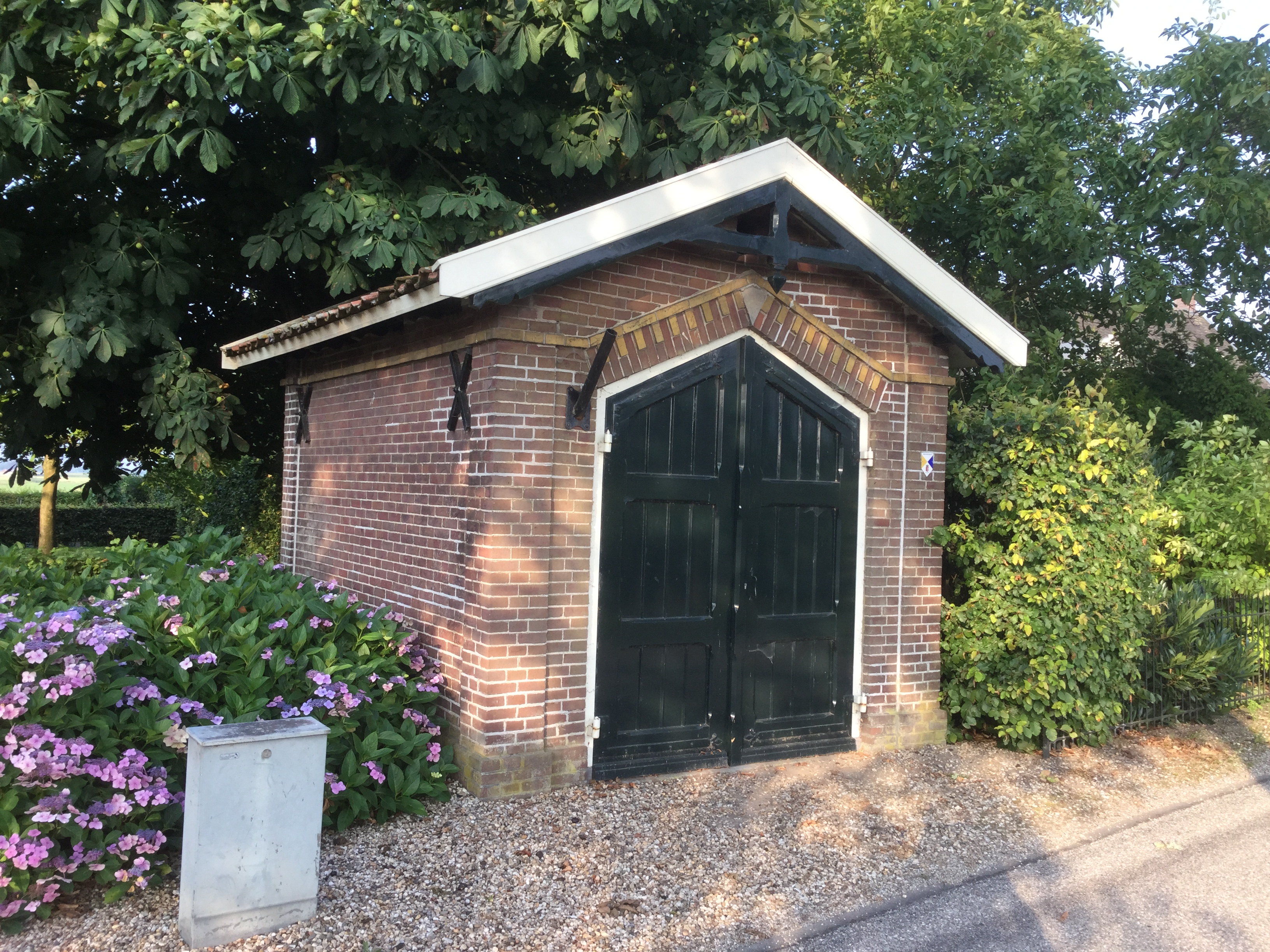
Een brandspuithuisje in Schalkwijk, Utrecht
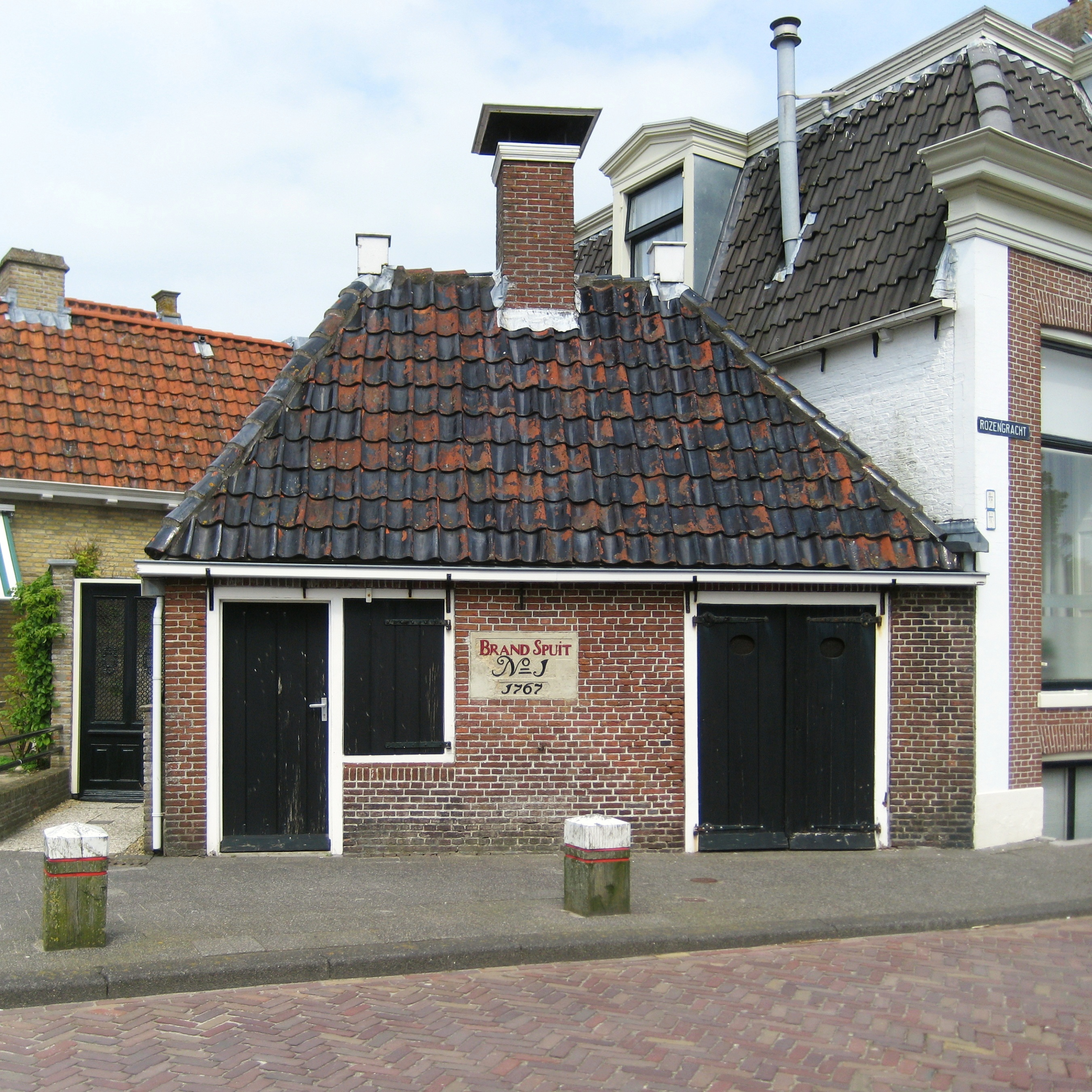
Brandspuithuisje in Harlingen, Friesland
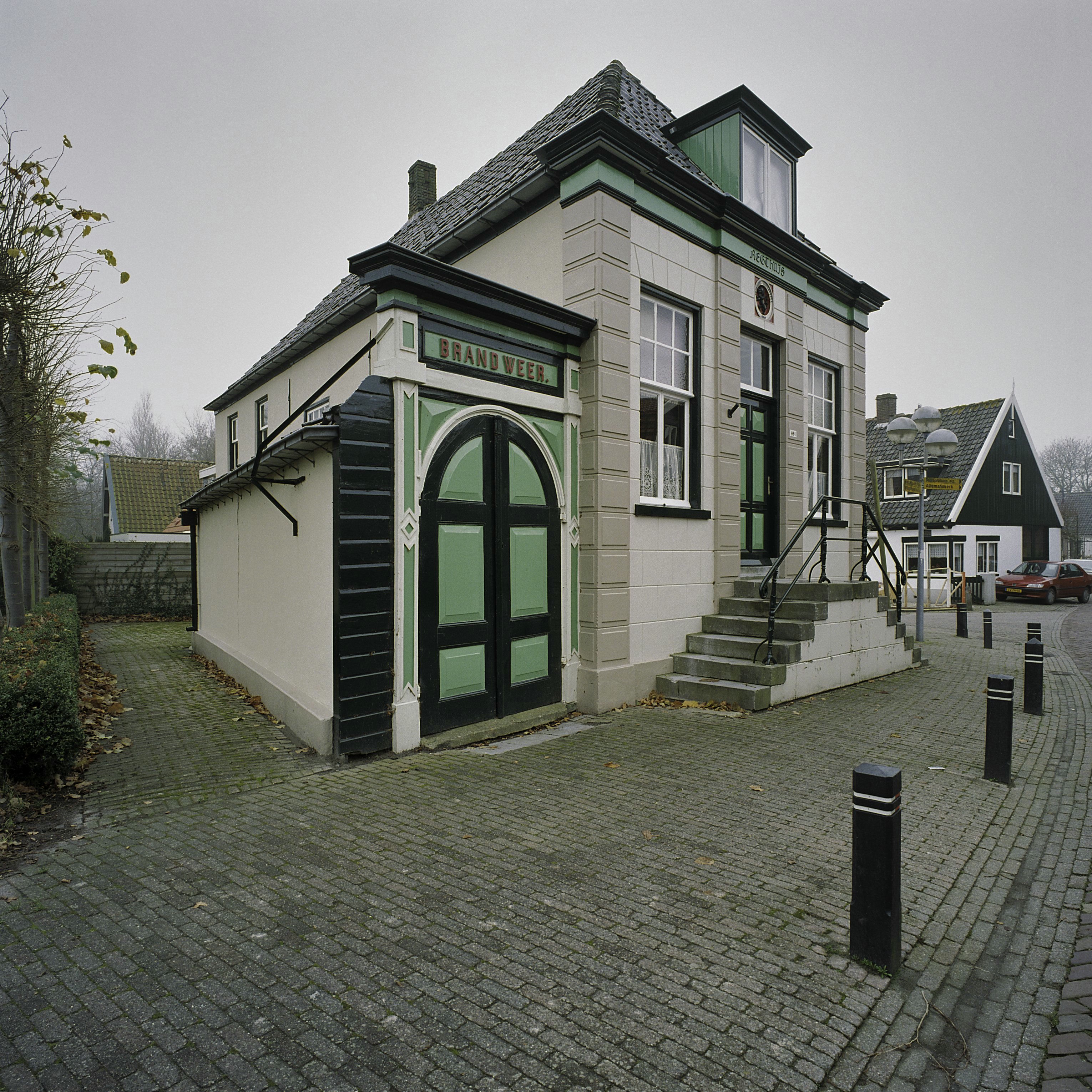
Brandspuithuisje naast het voormalige rechthuis in Oudkarspel, Noord-Holland